# Гелена Фібінгерова
Гелена Фібінгерова (Czech pronunciation: [ˈꞪɛlɛna ˈfɪbɪŋɡɛrovaː]) (нар. 13 липня 1949, Віцемержиці, Оломоуцька область) — чеська легкоатлетка, яка спеціалізується в штовханні ядра, яка виграла бронзову олімпійську медаль у 1976 році та стала чемпіонкою світу у 1983 році. Також вона встановила три світові рекорди.

## Світові рекорди
- 21,57 метра 21 вересня 1974 року у Готвальдові
- 21,99 метра 26 липня 1976 року в Опаві
- 22,32 метра 20 серпня 1977 року у Нітрі

Її останній рекорд тримався до 2 травня 1980 року, коли східнонімецька штовхальниця ядра Ілона Слуп'янек покращила його на чотири сантиметри.
Фібінгерова досі тримає світовий рекорд у приміщенні — 22,50 метра, встановлений 19 лютого 1977 року у Яблонці над Нисою.

## Міжнародні змагання
| Рік                                                                                   | Змагання                                     | Місто                       | Місце                       | Примітки                    |
| Representing Чехословаччина                                                           | Representing Чехословаччина                  | Representing Чехословаччина | Representing Чехословаччина | Representing Чехословаччина |
| ------------------------------------------------------------------------------------- | -------------------------------------------- | --------------------------- | --------------------------- | --------------------------- |
| 1972                                                                                  | Athletics at the 1972 Summer Olympics        | Munich, Німеччина           | 7th                         | 18.81 m                     |
| 1973                                                                                  | 1973 European Athletics Indoor Championships | Ротердам,                   | 1st                         |                             |
| 1974                                                                                  | 1974 European Athletics Indoor Championships | Gothenburg, Швеція          | 1st                         |                             |
| 1974                                                                                  | 1974 European Athletics Championships        | Рим, Італія                 | 3rd                         |                             |
| 1975                                                                                  | 1975 European Athletics Indoor Championships | Катовиці, Польща            | 2nd                         |                             |
| 1976                                                                                  | Athletics at the 1976 Summer Olympics        | Монреаль, Канада            | 3rd                         | 20.67 m                     |
| 1977                                                                                  | 1977 European Athletics Indoor Championships | San Sebastián, Spain        | 1st                         |                             |
| 1978                                                                                  | 1978 European Athletics Indoor Championships | Мілан, Італія               | 1st                         |                             |
| 1978                                                                                  | 1978 European Athletics Championships        | Прага, Чехія                | 2nd                         |                             |
| 1980                                                                                  | 1980 European Athletics Indoor Championships | Sindelfingen, Німеччина     | 1st                         |                             |
| 1981                                                                                  | 1981 European Athletics Indoor Championships | Гренобль, Франція           | 2nd                         |                             |
| 1982                                                                                  | 1982 European Athletics Indoor Championships | Milan, Italy                | 2nd                         |                             |
| 1982                                                                                  | 1982 European Athletics Championships        | Афіни, Греція               | 2nd                         |                             |
| 1983                                                                                  | 1983 European Athletics Indoor Championships | Бухарест, Угорщина          | 1st                         |                             |
| 1983                                                                                  | World Championships                          | Хельсінкі, Фінляндія        | 1st                         | 21.05 m                     |
| 1984                                                                                  | 1984 European Athletics Indoor Championships | Гутенберг, Швеція           | 1st                         |                             |
| 1985                                                                                  | 1985 European Indoor Championships           | Athens, Greece              | 1st                         |                             |
| 1986 1986 European Athletics Championships — Women's shot put\|European Championships | Штутгарт, Німеччина                          | 10th                        |                             |                             |
| 1987                                                                                  | World Championships                          | Рим, Італія                 | 8th                         |                             |

## Особисте життя
Фібінгерова — подруга Яни Нечасової, колишньої дружини чеського прем'єр-міністра. Вона дала показання в суді в якості свідка на захист Нечасової у зв'язку зі скандалом з політичною корупцією в Чехії 2013 року, в якому Нечасова та її чоловік були звинувачені.